# Lista zabytków w Gżirze
To jest lista zabytków w miejscowości Gżira na Malcie, które są umieszczone na liście National Inventory of the Cultural Property of the Maltese Islands.

## Lista
| Nazwa zabytku                                     | Lokalizacja                               | Współrzędne                                                                                 | Nr na liście NICPMI | Zdjęcie |
| ------------------------------------------------- | ----------------------------------------- | ------------------------------------------------------------------------------------------- | ------------------- | ------- |
| Kościół Chrystusa Zbawiciela                      | 116 Triq San Albert                       | 35°54′27,4″N 14°29′40,4″E/35,907609 14,494563                                               | 00791               |         |
| Kościół Karmelitów (parafialny)                   | 119 Triq Manoel de Vilhena                | 35°54′17,6″N 14°29′41,1″E/35,904894 14,494738                                               | 00792               |         |
| Kaplica Stella Maris                              | Triq San Albert, Stella Maris College     | 35°54′24,8″N 14°29′29,9″E/35,906902 14,491629                                               | 00793               |         |
| Nisza Matki Bożej z Góry Karmel                   | Triq Luqa Briffa / Triq Manoel de Vilhena | 35°54′19,7″N 14°29′31,1″E/35,905473 14,491973                                               | 00794               |         |
| Lazzaretto                                        | Manoel Island                             | 35°54′05,7″N 14°30′16,1″E/35,901586 14,504478 35°54′06,7″N 14°30′09,9″E/35,901868 14,502762 | 01169               |         |
| Palazzo Vecchio                                   | Manoel Island                             | 35°54′05,9″N 14°30′12,7″E/35,901647 14,503534                                               | 01170               |         |
| Villa Gżira                                       | Triq il-Gżira / Triq tas-Sliema           | 35°54′15,1″N 14°29′38,3″E/35,904183 14,493974                                               | 01171               |         |
| Fort Manoel                                       | Wyspa Manoela                             | 35°54′10,1″N 14°30′19,3″E/35,902807 14,505352                                               | 1315                |         |
| Bastion św. Heleny – Fort Manoel                  | Wyspa Manoela                             | 35°54′07,6″N 14°30′19,5″E/35,902107 14,505414                                               | 1316                |         |
| Bastion św. Antoniego – Fort Manoel               | Wyspa Manoela                             | 35°54′11,8″N 14°30′22,3″E/35,903276 14,506197                                               | 1317                |         |
| Bastion św. Jana – Fort Manoel                    | Wyspa Manoela                             | 35°54′13,9″N 14°30′17,4″E/35,903870 14,504842                                               | 1318                |         |
| Bastion Notre Dame – Fort Manoel                  | Wyspa Manoela                             | 35°54′10,2″N 14°30′14,8″E/35,902842 14,504102                                               | 1319                |         |
| Rawelin – Fort Manoel                             | Wyspa Manoela                             | 35°54′12,5″N 14°30′15,2″E/35,903468 14,504223                                               | 1320                |         |
| Nadszaniec – Fort Manoel                          | Wyspa Manoela                             | 35°54′11,5″N 14°30′17,3″E/35,903196 14,504792                                               | 1321                |         |
| Brama główna – Fort Manoel                        | Wyspa Manoela                             | 35°54′09,8″N 14°30′20,8″E/35,902722 14,505766                                               | 1322                |         |
| Magazyn prochowy – Fort Manoel                    | Wyspa Manoela                             | 35°54′08,2″N 14°30′19,4″E/35,902264 14,505385                                               | 1323                |         |
| Kaplica św. Antoniego z Padwy – Fort Manoel       | Wyspa Manoela                             | 35°54′11,5″N 14°30′18,3″E/35,903207 14,505082                                               | 1324                |         |
| Blok koszarowy dowódców – Fort Manoel             | Wyspa Manoela                             | 35°54′10,5″N 14°30′17,5″E/35,902909 14,504854                                               | 1325                |         |
| Blok koszarowy oficerów – Fort Manoel             | Wyspa Manoela                             | 35°54′12,1″N 14°30′18,8″E/35,903370 14,505211                                               | 1326                |         |
| Blok koszarowy żołnierzy – Fort Manoel            | Wyspa Manoela                             | 35°54′11,7″N 14°30′20,0″E/35,903259 14,505565                                               | 1327                |         |
| Blok koszarowy żołnierzy – Fort Manoel            | Wyspa Manoela                             | 35°54′09,5″N 14°30′18,3″E/35,902644 14,505096                                               | 1328                |         |
| Kurtyna od strony morza – Fort Manoel             | Wyspa Manoela                             | 35°54′10,1″N 14°30′21,0″E/35,902800 14,505823                                               | 1329                |         |
| Kurtyna lewa – Fort Manoel                        | Wyspa Manoela                             | 35°54′09,1″N 14°30′17,3″E/35,902539 14,504793                                               | 1330                |         |
| Kurtyna prawa – Fort Manoel                       | Wyspa Manoela                             | 35°54′12,4″N 14°30′20,0″E/35,903456 14,505560                                               | 1331                |         |
| Kurtyna od strony lądu – Fort Manoel              | Wyspa Manoela                             | 35°54′11,5″N 14°30′17,2″E/35,903206 14,504766                                               | 1332                |         |
| Kleszcze – Fort Manoel                            | Wyspa Manoela                             | 35°54′11,8″N 14°30′16,3″E/35,903291 14,504527                                               | 1333                |         |
| Fosa – Fort Manoel                                | Wyspa Manoela                             | 35°54′12,8″N 14°30′20,8″E/35,903551 14,505765                                               | 1334                |         |
| Kaponiera centralna – Fort Manoel                 | Wyspa Manoela                             | 35°54′12,0″N 14°30′16,1″E/35,903338 14,504468                                               | 1335                |         |
| Kaponiera lewa – Fort Manoel                      | Wyspa Manoela                             | 35°54′08,9″N 14°30′16,5″E/35,902459 14,504589                                               | 1336                |         |
| Kaponiera prawa – Fort Manoel                     | Wyspa Manoela                             | 35°54′13,1″N 14°30′19,7″E/35,903627 14,505486                                               | 1337                |         |
| Dziedziniec bramy głównej – Fort Manoel           | Wyspa Manoela                             | 35°54′10,0″N 14°30′20,3″E/35,902764 14,505637                                               | 1338                |         |
| Glacis – Fort Manoel                              | Wyspa Manoela                             | 35°54′15,0″N 14°30′22,2″E/35,904163 14,506176                                               | 1339                |         |
| Pół-kaponiera – Fort Manoel                       | Wyspa Manoela                             | 35°54′13,1″N 14°30′15,6″E/35,903650 14,504333                                               | 1340                |         |
| Pół-kaponiera – Fort Manoel                       | Wyspa Manoela                             | 35°54′11,8″N 14°30′14,6″E/35,903287 14,504046                                               | 1341                |         |
| Droga kryta – Fort Manoel                         | Wyspa Manoela                             | 35°54′15,2″N 14°30′17,5″E/35,904236 14,504848 35°54′09,3″N 14°30′14,5″E/35,902574 14,504030 | 1342                |         |
| Piazza (plac defilad) – Fort Manoel               | Wyspa Manoela                             | 35°54′10,5″N 14°30′19,4″E/35,902904 14,505385                                               | 1343                |         |
| Couvre Porte (osłona bramy głównej) – Fort Manoel | Wyspa Manoela                             | 35°54′09,5″N 14°30′21,3″E/35,902639 14,505919                                               | 1344                |         |